# 上官鑑
上官鑑（1619年—？），字金鑑，號炳千，山西平阳府翼城县人，清朝官員。

## 生平
明崇祯十二年（1639年，上官鑑中式己卯科山西乡试第二十一名举人，清顺治三年（1646年）登丙戌科进士，授山西潞安府教授、選國子監助教，歷官河南鹽道參議，再以薦兼管開歸河三府。康熙十八年舉博學鴻詞科，與試未中。

## 著作
著有《一经楼文集》。

## 家族
曾祖上官臣，寿官。祖父上官恩光，累赠儒林郎大理寺寺副。父上官荐，庠生。母王氏。叔上官陞，任大理寺寺副。生三子：長子上官鉉，字玉鉉，登順治丙戌鄉薦，己亥進士，任太原府教授。仲子上官鑑。季子上官鉝，崇祯十六年进士。